# Sabulodes
Sabulodes är ett släkte av fjärilar. Sabulodes ingår i familjen mätare.

## Bildgalleri

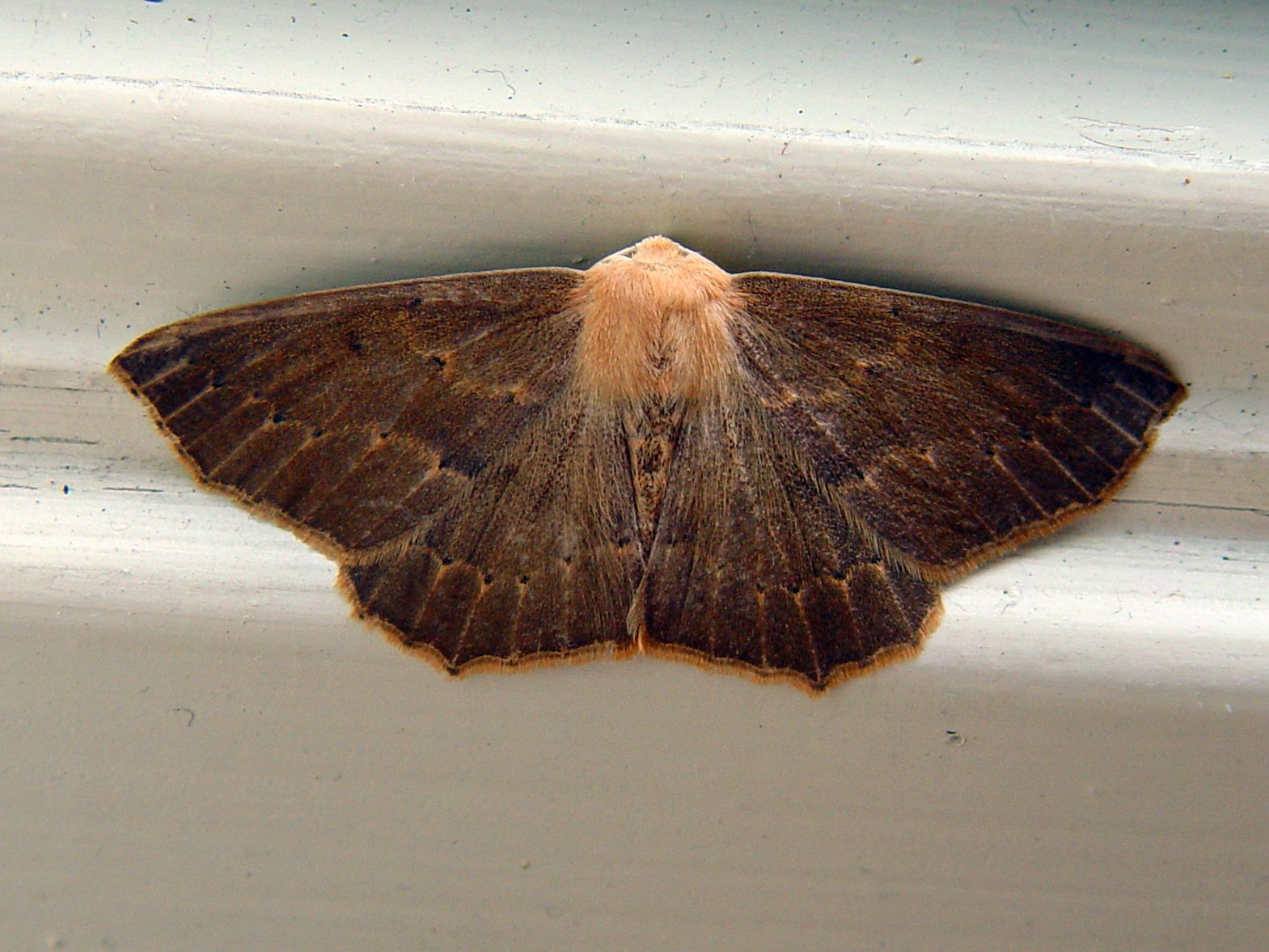

## Dottertaxa tillSabulodes, i alfabetisk ordning[1]
- Sabulodes acidaliata
- Sabulodes adumbrata
- Sabulodes aegrotata
- Sabulodes arenularia
- Sabulodes arge
- Sabulodes argyra
- Sabulodes arnissa
- Sabulodes arses
- Sabulodes arsesaria
- Sabulodes atropesaria
- Sabulodes berkleyata
- Sabulodes bilineata
- Sabulodes boarmidaria
- Sabulodes bolivaria
- Sabulodes caberata
- Sabulodes chiqua
- Sabulodes cleodora
- Sabulodes cletiusaria
- Sabulodes colombiata
- Sabulodes columbiata
- Sabulodes combustaria
- Sabulodes contemnaria
- Sabulodes convergens
- Sabulodes cottlei
- Sabulodes curta
- Sabulodes dentinata
- Sabulodes depile
- Sabulodes dissimilis
- Sabulodes dositheata
- Sabulodes duoangulata
- Sabulodes edwardsata
- Sabulodes exhonorata
- Sabulodes exhornata
- Sabulodes exsecrata
- Sabulodes franciscata
- Sabulodes gertruda
- Sabulodes gnophosaria
- Sabulodes gonnapearia
- Sabulodes gorgophonaria
- Sabulodes gorgorisaria
- Sabulodes gorgyraria
- Sabulodes gortyniaria
- Sabulodes himerata
- Sabulodes huachuca
- Sabulodes inumbrata
- Sabulodes lachaumei
- Sabulodes lagunata
- Sabulodes laticlavia
- Sabulodes lineata
- Sabulodes loba
- Sabulodes mabelata
- Sabulodes mastaura
- Sabulodes matrica
- Sabulodes matrona
- Sabulodes meduana
- Sabulodes meridionalis
- Sabulodes mima
- Sabulodes mimallonata
- Sabulodes mimula
- Sabulodes mimulata
- Sabulodes mucronis
- Sabulodes muscistrigata
- Sabulodes niveostriata
- Sabulodes nubifera
- Sabulodes oberthuri
- Sabulodes olifata
- Sabulodes ornatissima
- Sabulodes permutans
- Sabulodes plauta
- Sabulodes polydora
- Sabulodes polyphagaria
- Sabulodes prolauta
- Sabulodes puebla
- Sabulodes pumilis
- Sabulodes pumilla
- Sabulodes rotundata
- Sabulodes separanda
- Sabulodes sericeata
- Sabulodes setosa
- Sabulodes solola
- Sabulodes spoliata
- Sabulodes striata
- Sabulodes subalbata
- Sabulodes subcaliginosa
- Sabulodes subclararia
- Sabulodes subopalaria
- Sabulodes thermidora
- Sabulodes tinonaria
- Sabulodes triangula
- Sabulodes versiplaga
- Sabulodes wygodzinskyi